# Långsele
Långsele is een plaats in de gemeente Sollefteå in het landschap Ångermanland en de provincie Västernorrlands län in Zweden. De plaats heeft 1620 inwoners (2005) en een oppervlakte van 243 hectare.

## Verkeer en vervoer
Bij de plaats loopt de Riksväg 87.
De plaats heeft een station aan de spoorlijn Sundsvall - Långsele.